# Incident à Oglala
Pour plus de détails, voir Fiche technique et Distribution.
Incident à Oglala (Incident at Oglala) est un film américain réalisé par Michael Apted, sorti en 1992.

## Synopsis
Le documentaire s'intéresse à la mort de deux agents du FBI dans la réserve indienne de Pine Ridge.

## Fiche technique
- Titre : Incident à Oglala
- Titre original : Incident at Oglala
- Réalisation : Michael Apted
- Musique : Ari Frankel
- Photographie : Maryse Alberti
- Montage : Susanne Rostock
- Production : Arthur Chobanian
- Société de production : Spanish Fork Motion Picture et Wildwood Enterprises
- Société de distribution : UGC (France) et Miramax (États-Unis)
- Pays de production :  États-Unis
- Genre : Documentaire
- Durée : 89 minutes
- Dates de sortie : 
  - États-Unis : 26 juin 1992
  - France : 18 novembre 1992

## Accueil
Le film reçoit la note de 4/5 sur AllMovie.